# Oskierki
Oskierki – baza przeładunkowa paliw płynnych oleju napędowego oraz propanu-butanu – (z toru szerokiego na normalny oraz na cysterny samochodowe – Baza Paliw nr 15 Narewka firmy Naftobazy sp. z o.o.) położona na terenie zamkniętym w Puszczy Ladzkiej w gminie Narewka, w województwie podlaskim, w Polsce. 

schemat torów